# Coppa Ronchetti 1983-1984
L'edizione 1983-1984 della Coppa europea Liliana Ronchetti è stata la tredicesima della seconda competizione europea per club di pallacanestro femminile organizzata dalla FIBA Europe. Si è svolta dal 27 settembre 1983 al 8 marzo 1984.
Vi hanno partecipato ventinove squadre. Il titolo è stato conquistato dalla Bata Roma, in finale sul Budapest Sport Egyesület.

## Preliminari
| Squadra 1          | Totale  | Squadra 2                 | Andata  | Ritorno  |
| ------------------ | ------- | ------------------------- | ------- | -------- |
| SC Pernik          | 136-128 | Basketbal SK Kralovo Pole | 73 - 66 | 63 - 62  |
| Betania-Patmos     | 171-115 | Maccabi Darom             | 97 - 52 | 74 - 63  |
| Nottingham BC      | 105-172 | A.S. Villeurbanne         | 51 - 70 | 54 - 102 |
| Racing Basket      | 160-141 | Akademik Sofia            | 95 - 77 | 65 - 64  |
| Uacsa Terapia Cluj | 139-137 | Ahena Cesena              | 79 - 75 | 60 - 62  |
| A.O. Phalere       | 108-201 | Partizan Galenika         | 59 - 88 | 49 - 113 |
| Versailles B.C.    | 96-136  | Bata Roma                 | 55 - 74 | 41 - 62  |
| DBB Wien           | 172-117 | Versoix Basket BC         | 88 - 66 | 84 - 51  |
| BBC Résidence      | 76-147  | SG GSV Porz/Hennef        | 44 - 63 | 32 - 84  |

## Ottavi di finale
| Squadra 1          | Totale  | Squadra 2     | Andata  | Ritorno |
| ------------------ | ------- | ------------- | ------- | ------- |
| SC Pernik          | 183-144 | ZKK Bosna     | 90 - 55 | 93 - 89 |
| Betania-Patmos     | 130-173 | Sisv Viterbo  | 71 - 87 | 59 - 86 |
| A.S. Villeurbanne  | 171-71  | C.I.F. Lisboa | 86 - 32 | 85 - 39 |
| TFSE Budapest      | 105-117 | Racing Basket | 45 - 67 | 60 - 50 |
| Uacsa Terapia Cluj | 148-155 | Sparta Praga  | 84 - 81 | 64 - 74 |
| Partizan Belgrado  | 114-135 | Bata Roma     | 64 - 68 | 50 - 67 |
| DBB Wien           | 147-155 | Lotus München | 76 - 76 | 71 - 79 |
| SG GSV Porz/Hennef | 116-144 | ZKK Vozdovac  | 62 - 68 | 54 - 76 |

## Gruppi quarti di finale

### Gruppo A
| Pos | Squadra         | G | V | P | PF  | PS  | DP  | Qualificazione              |      | ZVO   | DKR   | ASS  |
| --- | --------------- | - | - | - | --- | --- | --- | --------------------------- | ---- | ----- | ----- | ---- |
| 1   | ZKK Vozdovac    | 4 | 3 | 1 | 192 | 151 | +41 | Qualificata alle semifinali |      | —     | 81–83 | 20–0 |
| 2   | DFS Kremikovcy  | 4 | 3 | 1 | 191 | 152 | +39 |                             |      | 68–71 | —     | 20–0 |
| 3   | Asnieres Sports | 4 | 0 | 4 | 0   | 80  | −80 |                             | 0–20 | 0–20  | —     |      |

### Gruppo B
| Pos | Squadra       | G | V | P | PF  | PS  | DP  | Qualificazione              |       | RPB   | FSC   | LMU   |
| --- | ------------- | - | - | - | --- | --- | --- | --------------------------- | ----- | ----- | ----- | ----- |
| 1   | Racing Basket | 4 | 2 | 2 | 291 | 277 | +14 | Qualificata alle semifinali |       | —     | 77–65 | 71–59 |
| 2   | Famila Schio  | 4 | 2 | 2 | 319 | 315 | +4  |                             |       | 76–68 | —     | 92–76 |
| 3   | Lotus München | 4 | 2 | 2 | 306 | 324 | −18 |                             | 77–75 | 94–86 | —     |       |

### Gruppo C
| Pos | Squadra           | G | V | P | PF  | PS  | DP  | Qualificazione              |       | BRO   | SSO   | ASV   |
| --- | ----------------- | - | - | - | --- | --- | --- | --------------------------- | ----- | ----- | ----- | ----- |
| 1   | Bata Roma         | 4 | 4 | 0 | 316 | 267 | +49 | Qualificata alle semifinali |       | —     | 62–53 | 80–58 |
| 2   | Spartak Sokolovo  | 4 | 1 | 3 | 284 | 289 | −5  |                             |       | 81–87 | —     | 71–74 |
| 3   | A.S. Villeurbanne | 4 | 1 | 3 | 273 | 317 | −44 |                             | 75–87 | 66–79 | —     |       |

### Gruppo D
| Pos | Squadra                 | G | V | P | PF  | PS  | DP  | Qualificazione              |       | BSE   | SPE   | SBV   |
| --- | ----------------------- | - | - | - | --- | --- | --- | --------------------------- | ----- | ----- | ----- | ----- |
| 1   | BSE Esma                | 4 | 3 | 1 | 310 | 284 | +26 | Qualificata alle semifinali |       | —     | 86–56 | 77–69 |
| 2   | SC Pernik               | 4 | 2 | 2 | 290 | 284 | +6  |                             |       | 82–62 | —     | 83–59 |
| 3   | Saturnia Basket Viterbo | 4 | 1 | 3 | 282 | 314 | −32 |                             | 77–85 | 77–69 | —     |       |

## Semifinali
| Squadra 1     | Totale  | Squadra 2 | Andata  | Ritorno |
| ------------- | ------- | --------- | ------- | ------- |
| Racing Basket | 124-146 | BSE Esma  | 75 - 70 | 49 - 76 |
| ZKK Vozdovac  | 110-153 | Bata Roma | 59 - 85 | 51 - 68 |

## Finale
| Budapest 8 marzo 1984 Gara unica                                                             | S.S. Roma  | 69 – 59 (33-35, 36-24) referto | Budapest S.E. |  |
| \| \| \| \| \| Menken 35 \| Punti \| 26 Gulyás \| \| Gino Minervini \| Allenatori \| Odom \| |            |                                |               |  |
|                                                                                              |            |                                |               |  |
| Menken 35                                                                                    | Punti      | 26 Gulyás                      |               |  |
| Gino Minervini                                                                               | Allenatori | Odom                           |               |  |

| Quintetto titolare | Quintetto titolare | Quintetto titolare  | Pt   | Rim  | Ass  |
| ------------------ | ------------------ | ------------------- | ---- | ---- | ---- |
|                    |                    | Nunzia Serradimigni | 8    |      |      |
|                    |                    | Roberta Bevilacqua  | 0    |      |      |
|                    |                    | Stella Campobasso   | 10   |      |      |
|                    |                    | Giovanna Paglietti  | 0    |      |      |
|                    |                    | Carol Menken        | 35   |      |      |
|                    |                    | Luciana Montelatici | 2    |      |      |
|                    |                    | Pina Tufano         | 14   |      |      |
| Panchina:          |                    |                     |      |      |      |
|                    |                    | Bertelsen           | n.e. | n.e. | n.e. |
|                    |                    | Elena Vinci         | n.e. | n.e. | n.e. |
|                    |                    | Paola Celsi         | n.e. | n.e. | n.e. |
| Allenatore:        |                    |                     |      |      |      |
| Gino Minervini     |                    |                     |      |      |      |

| Bata Roma |  | Budapest S.E. |

| Quintetto titolare | Quintetto titolare | Quintetto titolare | Pt | Rim | Ass |
| ------------------ | ------------------ | ------------------ | -- | --- | --- |
|                    |                    | Anna Farkas        | 18 |     |     |
|                    |                    | Judit Szöllősi     | 2  |     |     |
|                    |                    | Dorottya Nagy      | 0  |     |     |
|                    |                    | Gulyás             | 26 |     |     |
|                    |                    | Fodor              | 10 |     |     |
|                    |                    | Ágnes Németh       | 8  |     |     |
|                    |                    | Andrea Sepsei      | 4  |     |     |
|                    |                    | Éva Deák           | 9  |     |     |
|                    |                    | Kosa               | 0  |     |     |
|                    |                    | Tarkovacs          | 0  |     |     |
| Allenatore:        |                    |                    |    |     |     |
| Odon               |                    |                    |    |     |     |

## Squadra campione
- Squadra campione • S.S. Roma (1º titolo): Nunzia Serradimigni, Roberta Bevilacqua, Stella Campobasso, Giovanna Paglietti, Carol Menken, Luciana Montelatici, Pina Tufano, Bertelsen, Elena Vinci, Paola Celsi. Allenatore: Gino Minervini.